# Irina Wladimirowna Muschailowa
Irina Wladimirowna Muschailowa (russisch Ирина Владимировна Мушаилова; * 6. Januar 1967 in Krasnodar) ist eine ehemalige russische Leichtathletin, die hauptsächlich im Weitsprung antrat.

## Leben
Sie nahm für das Vereinte Team an den Olympischen Spielen 1992 in Barcelona teil. Dort belegte sie mit einer Weite von 6,68 m den fünften Platz. 1993 siegte sie bei den russischen Hallenmeisterschaften im Weitsprung mit persönlicher Bestleistung von 6,94 m. Kurz darauf erreichte sie bei den Hallenweltmeisterschaften in Toronto mit 6,76 m den vierten Platz und blieb dabei lediglich einen Zentimeter hinter dem Bronzerang.
1994 wurde Muschailowa auch im Freien Russische Meisterin im Weitsprung, ebenfalls in neuer persönlicher Bestleistung von 7,20 m. Bei den folgenden Europameisterschaften in Helsinki wurde sie mit 6,62 m Siebte. Ihre erfolgreichste Saison hatte sie jedoch 1995. Bei den Hallenweltmeisterschaften in Barcelona gewann sie mit 6,90 m die Bronzemedaille hinter ihrer Landsfrau Ljudmila Galkina (6,95 m). Auch im Freien bei den Weltmeisterschaften in Göteborg war Muschailowa erfolgreich. Dort sicherte sie sich mit 6,83 m die Bronzemedaille hinter der Italienerin Fiona May (6,98 m) und der Kubanerin Niurka Montalvo (6,86 m).
Irina Muschailowa ist 1,64 m groß und hatte ein Wettkampfgewicht von 56 kg. Sie startete für Dynamo Krasnodar.

## Bestleistungen
- Weitsprung: 7,20 m, 14. Juli 1994, Sankt Petersburg
  - Halle: 6,94 m, 27. Februar 1993, Moskau
- Dreisprung: 14,79 m, 5. Juli 1993, Stockholm